# 医療機関
|                  | 病院  | 一般診療所 | 歯科診療所 | 計      |
| ---------------- | ----- | ---------- | ---------- | ------- |
| 国               | 316   | 535        | 4          | 855     |
| 公的医療機関     | 1,181 | 3,663      | 248        | 5,092   |
| 社会保険関係団体 | 46    | 405        | 4          | 455     |
| 医療法人         | 5,632 | 47,479     | 16,946     | 70,057  |
| 個人             | 99    | 38,859     | 49,135     | 88,093  |
| その他           | 801   | 14,358     | 399        | 15,558  |
| 計               | 8,075 | 105,299    | 66,736     | 180,110 |

医療機関（いりょうきかん）とは、医療を提供する施設のことである。

## 日本における医療機関
日本における「医療機関」に明確な定義はない。法律上は、医療法及び健康保険法において、それぞれ「公的医療機関」及び「保険医療機関」が定義されており、いずれも病院又は診療所が対象となる。このほか、医療法には病院、診療所、介護老人保健施設、介護医療院、調剤を実施する薬局その他の医療を提供する施設が「医療提供施設」として定義されているほか、助産師が業務を行う場所として「助産所」が定義されている。なお、整骨院・接骨院・鍼灸院・カイロプラクティック・整体院などは疑似医療行為による施術所であり、医療機関には該当しない。

### 医療法における区分
- 名称の規制なし - 医院、産院、診察所、療養所
- 病床が20床以上 - 病院、病院分院
- 病床が無い又は20床未満 - 診療所
- 妊婦、産婦、褥婦10人未満 - 助産所
- 公的医療保険の元に、療養の給付等を実施する医療機関 - 保険医療機関
- 公的医療保険の元に、薬剤師が処方箋に基づき調剤を実施する薬局 - 保険薬局

### 開設者による区分
厚生労働省大臣官房統計情報部による医療施設調査の開設者分類
| 国                               | |                                                          |
| 厚生労働省                       | 国立ハンセン病療養所など | Category:日本の医療機関 (厚生労働省)                     |
| 独立行政法人国立病院機構         | 国立病院 | Category:日本の医療機関 (独立行政法人国立病院機構)       |
| 国立大学法人                     | 国立大学付属病院 | Category:日本の医療機関 (国立大学法人)                   |
| 独立行政法人労働者健康安全機構   | 労災病院 | Category:日本の医療機関 (独立行政法人労働者健康安全機構) |
| 国立高度専門医療研究センター     | 国立がん研究センター中央病院など | Category:日本の医療機関 (国立高度専門医療研究センター)   |
| 独立行政法人地域医療機能推進機構 | 旧社会保険病院（全国社会保険協会連合会）、厚生年金病院、船員保険病院 | Category:日本の医療機関 (地域医療機能推進機構)           |
| その他の国の機関                 | 防衛省（自衛隊病院、防衛医科大学校病院）、法務省（医療刑務所）、宮内庁（宮内庁病院）など | Category:日本の医療機関 (その他の国の機関)               |
| 公的医療機関                     | |                                                          |
| 都道府県                         | 都道府県立病院 | Category:日本の医療機関 (都道府県)                       |
| 市町村                           | 市区町村立病院 | Category:日本の医療機関 (市区町村)                       |
| 地方独立行政法人                 | 都道府県立病院、市区町村立病院の一部が移行 | Category:日本の医療機関 (地方独立行政法人)               |
| 公立大学法人                     | 公立大学付属病院 | Category:日本の医療機関 (公立大学法人)                   |
| 日本赤十字社                     | 赤十字病院 | Category:日本の医療機関 (日赤)                           |
| 済生会                           | 済生会病院 | Category:日本の医療機関 (済生会)                         |
| 北海道社会事業協会               | | Category:日本の医療機関 (北海道社会事業協会)             |
| 厚生連                           | JA厚生連病院 | Category:日本の医療機関 (厚生連)                         |
| 国民健康保険団体連合会           | | Category:日本の医療機関 (国民健康保険団体連合会)         |
| 社会保険関係団体                 | |                                                          |
| 共済組合及びその連合会           | 国家公務員共済・同連合会、地方公務員等共済組合（地方職員共済組合、公立学校共済組合、警察共済組合、都職員共済組合、指定都市職員共済組合、市町村職員共済組合等）及び全国市町村職員共済組合連合会、日本私立学校振興・共済事業団 |                                                          |
| 健康保険組合及びその連合会       | 健康保険組合立病院 | Category:日本の医療機関 (健康保険組合及びその連合会)     |
| 国民健康保険組合                 | 総合病院厚生中央病院 | Category:日本の医療機関 (国民健康保険組合)               |
| 公益法人                         | |                                                          |
| 公益法人                         | 公益社団法人、公益財団法人立病院 | Category:日本の医療機関 (公益法人)                       |
| 医療法人                         | |                                                          |
| 医療法人                         | 社会医療法人、特定医療法人 | Category:日本の医療機関 (医療法人)                       |
| 私立学校法人                     | |                                                          |
| 学校法人                         | 私立大学付属病院 | Category:日本の医療機関 (私立学校法人)                   |
| 社会福祉法人                     | |                                                          |
| 社会福祉法人                     | | Category:日本の医療機関 (社会福祉法人)                   |
| 医療生協                         | |                                                          |
| 医療生協                         | 医療生協病院 | Category:日本の医療機関 (医療生協)                       |
| 会社                             | |                                                          |
| 会社                             | 株式会社立病院（企業立病院） | Category:日本の医療機関 (会社)                           |
| その他の法人                     | |                                                          |
| その他の法人                     | 一般社団法人、一般財団法人、宗教法人立病院など | Category:日本の医療機関 (その他の法人)                   |
| 個人                             | |                                                          |
| 個人                             | | Category:日本の医療機関 (個人)                           |

### 公的医療機関
医療法では都道府県、市町村その他厚生労働大臣の定める者（下記参照）が開設する病院又は診療所を公的医療機関と定め（第31条）、厚生労働大臣又は都道府県知事はその開設者または管理者に対して次の事項を命ずることができる。また、該当する医療機関の運営に関して必要な指示をすることができる（第35条）。
- その建物の全部または一部、設備、器械及び器具を、当該公的医療機関に勤務しない医師または歯科医師の診療または研究のために利用させること。
- 医師法もしくは歯科医師法の規定による実地修練または臨床研修を行わせるのに必要な条件を整備すること。
- 所在地の都道府県の医療計画に定められた救急医療等確保事業に係る医療の確保に関し必要な措置を講ずること。

なお医療法第31条に規定する公的医療機関の開設者のうち「厚生労働大臣が定める者」とは告示により下記のとおりとされている（「医療法第三十一条に規定する公的医療機関の開設者」昭和26年8月22日厚生省告示第167号）。国が開設者の場合は公的医療機関に含まれないことに注意。
- 一部事務組合等地方公共団体の組合
- 国民健康保険団体連合会
- 普通国民健康保険組合
- 日本赤十字社
- 社会福祉法人恩賜財団済生会
- 厚生農業協同組合連合会（厚生連が設立した「社会医療法人」も含む）
- 社会福祉法人北海道社会事業協会

### 医療機関債
医療機関債は医療法第39条に規定されている医療機関を開設する医療法人が発行することができる証拠証券である。厚生労働省医政局長名で通知された『「医療機関債」発行等のガイドラインについて』では金融商品取引法上の｢有価証券」には該当せず、｢民法上の消費貸借として行う金銭貸借の借入れに際し、借入れたことを証する目的で作成する証拠証券｣と定義されている。
比較的小規模（数千万円～５億円程度）の資金を無担保・無保証で調達できる点で医療機関債が利用されている。その調達方法は、「医療法人」と「近隣金融機関」間で金融機関が全て買い受ける方式（総額貸付型）と、「医療法人」と「医療法人のある近隣住民」や「取引等のある近隣企業」など地域の人々が買う方式（地域オープン型）とがあり、いずれも銀行や福祉医療機構の通常貸出における金利以下で発行されている。
しかし、平成23年前後においては、一部の医療法人（または休眠状態の医療法人）の名義等を悪用し、地域オープン型を逸脱したレベル（全国の投資家）に向けて発行するなど、医療機関債の販売勧誘に伴うトラブル（後に、本件は詐欺事件となる）が発生していた。そのため、金融審議会（首相の諮問機関）・金融分科会第一部会で法制化の審議を進めている｢投資サービス法案｣において、医療機関債を含む金銭消費貸借契約に対する規制論議がなされていたこともあった。
なお、平成24年9月に消費者委員会から医療機関債に関する消費者問題について、 被害の拡大を未然に防ぐとの観点から「医療機関債に関する消費者問題についての提言」として、「医療機関債の発行実態等の把握」・「関係機関間の連携の推進」・「消費者保護の観点からのガイドラインの見直しの検討」が示されている。

#### 医療機関債の発行に関する概要
医療機関債については、医政発0420第7号平成28年4月20日厚生労働省医政局長通知により以下のとおり規定されている。
- 発行額が多額の場合は外部監査が必要
- 発行目的は資産の取得に限られる
- 発行前に発行要項などを監督庁に届出
- 発行にあたり情報開示・利率・勧誘方法などの規制あり
- 医療法人は、他の医療法人が発行する医療機関債を購入することができるが、その場合に一定の規制あり

### 医療機関債の発行実績など
厚生労働省が実施した医療機関債 の発行状況を調査（平成25年3月8日公表）によると18 の医療法人が、計 41 件の医療機関債を発行しており、発行総額は43億900万円である（平成24年9月1日時点）。
平成23年度以降の医療機関債の発行事例としては、一般社団法人全国地方銀行協会の令和元年度におけるニュースリリース件数（検索数）によると、九州フィナンシャルグループ（鹿児島銀行・肥後銀行）、常陽銀行、佐賀銀行などにおいて受託・引き受け事例が15件確認できる。
| 平成17年度 | 平成18年度 | 平成19年度 | 平成20年度 | 平成21年度 | 平成22年度 | 平成23年度 |
| ---------- | ---------- | ---------- | ---------- | ---------- | ---------- | ---------- |
| 1          | 2          | 3          | 6          | 2          | 2          | 25         |

### 休診日
休診日や診療時間の設定は各医療機関の方針により、自由裁量で定めることができる。なお、これは行政が関与できるものではない。
多くの医療機関では日曜日を休診としている。これは他のサービスやスタッフとの連携に問題があるためとされている。
開業医が運営する規模が小さい医療機関（医院、診療所）では水曜日もしくは木曜日も半日ないしは全日休診にしているところがある。これは土曜日に診察する医療機関が多く、その振り替えもあることや医療機関が所属している学会や勉強会が水曜日もしくは木曜日に開催されるところがあるためとされている。
もっとも、医師には応召義務が定められていて（医師法第19条、歯科医師法第19条）、診療時間を制限していることをもって急患の診療を拒むことは許されないこととされている（昭和24年9月10日医発752号）。なお診療時間外の診察については保険外併用療養費の対象として、別途料金の徴収が可能である。